# Arctia costajuncta
Arctia costajuncta là một loài bướm đêm thuộc phân họ Arctiinae, họ Erebidae.